# واحد ۱۰۱
واحد ۱۰۱ (عبری: יחידה ۱۰۱‎) یگان نیروهای ویژه زیرمجموعه نیروهای دفاعی اسرائیل بود، که در سال ۱۹۵۳ تأسیس شد. این یگان در سال ۱۹۵۴ منحل گردید.
این یگان به سلاح‌های غیراستاندارد مسلح بودند و وظیفه انجام عملیات تلافی‌جویانه در سراسر مرزهای کشور به ویژه، ایجاد مانورهای واحدهای کوچک، تاکتیک‌های فعال‌سازی و نفوذ را برعهده داشتند.
اعضای این واحد فقط از کیبوتص‌های کشاورزی و موشاویم‌ها استخدام می‌شدند. عضویت در این واحد فقط با دعوت‌نامه امکان‌پذیر بود و حضور هر عضو جدید باید قبل از پذیرش، توسط همه اعضای موجود رأی‌گیری می‌شد.
این واحد در ژانویه ۱۹۵۴، به دستور ژنرال موشه دایان، رئیس ستاد، در گردان ۸۹۰ چترباز ادغام شد، زیرا او می‌خواست تجربه و روحیه آنها در بین تمام واحدهای پیاده‌نظام ارتش اسرائیل، از جمله چتربازان، گسترش یابد. آنها تأثیر قابل توجهی در توسعه واحدهای بعدی با گرایش پیاده‌نظام اسرائیل داشته‌اند.